# 61式戰車
61式戰車（日语：／）為日本陸上自衛隊於戰後使用的第一款國產主力戰車。

## 概要

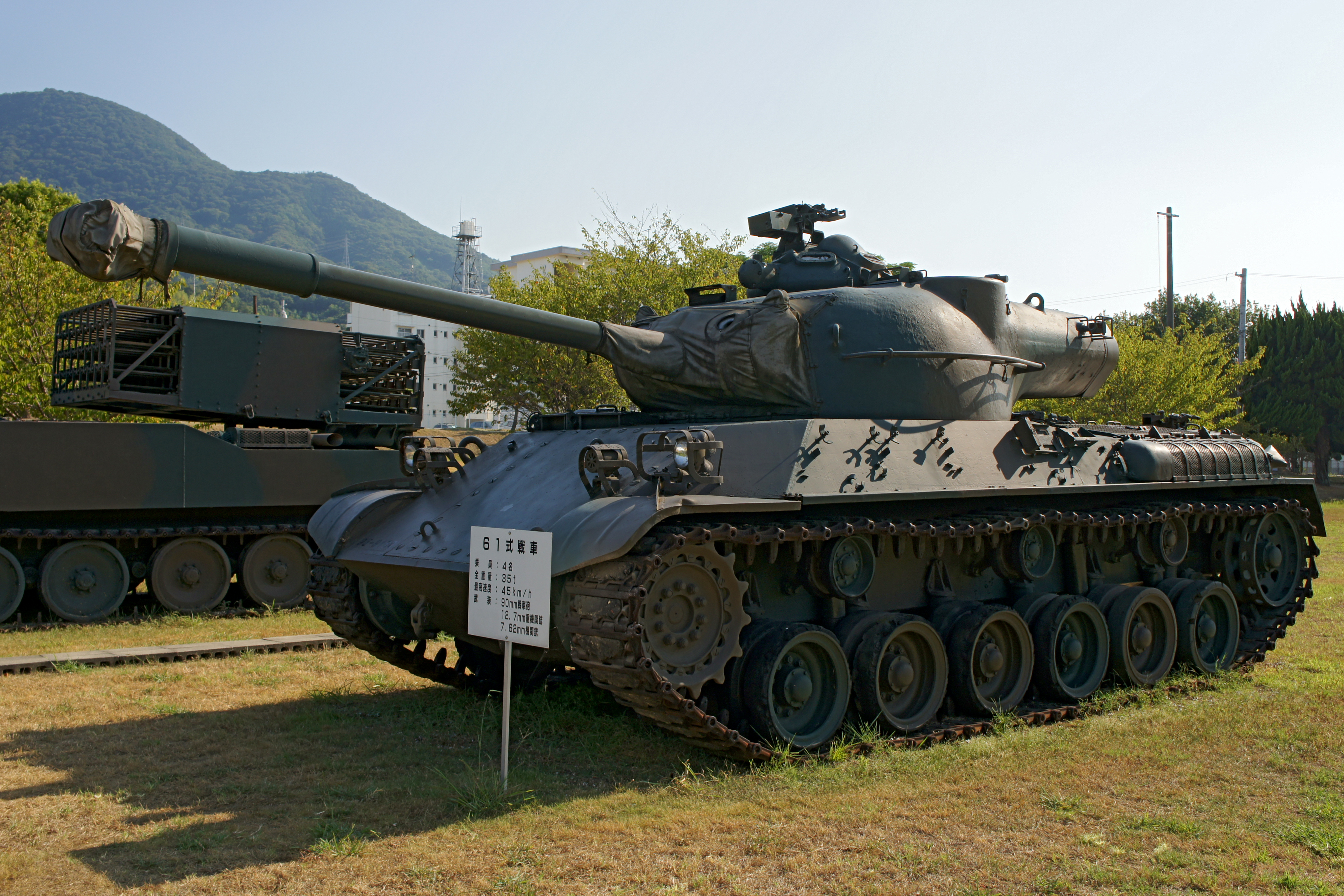
在日本陸上自衛隊防衛大學校内展示的61式戰車

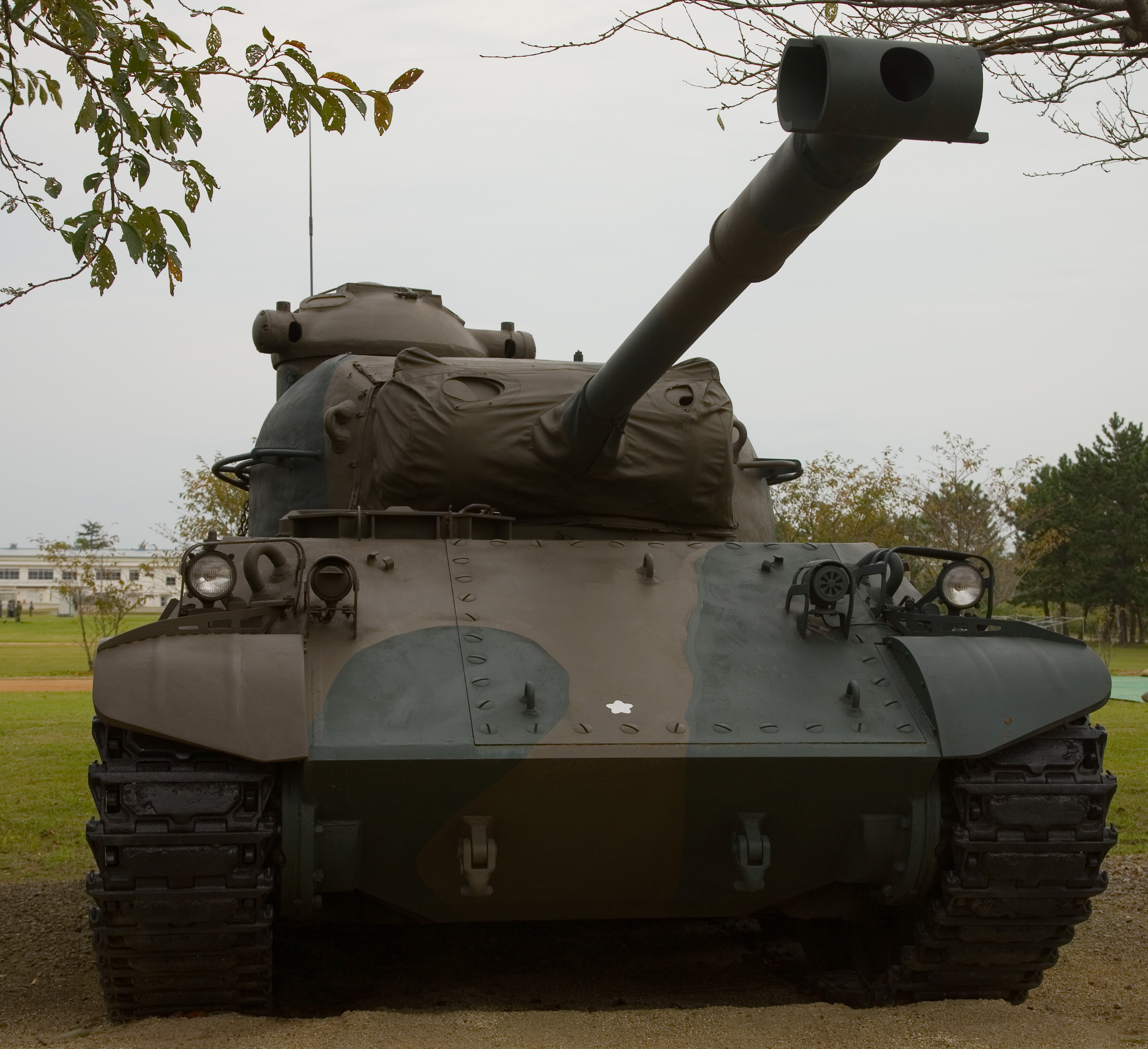
61式戰車正面比74式戰車與90式戰車車身為高

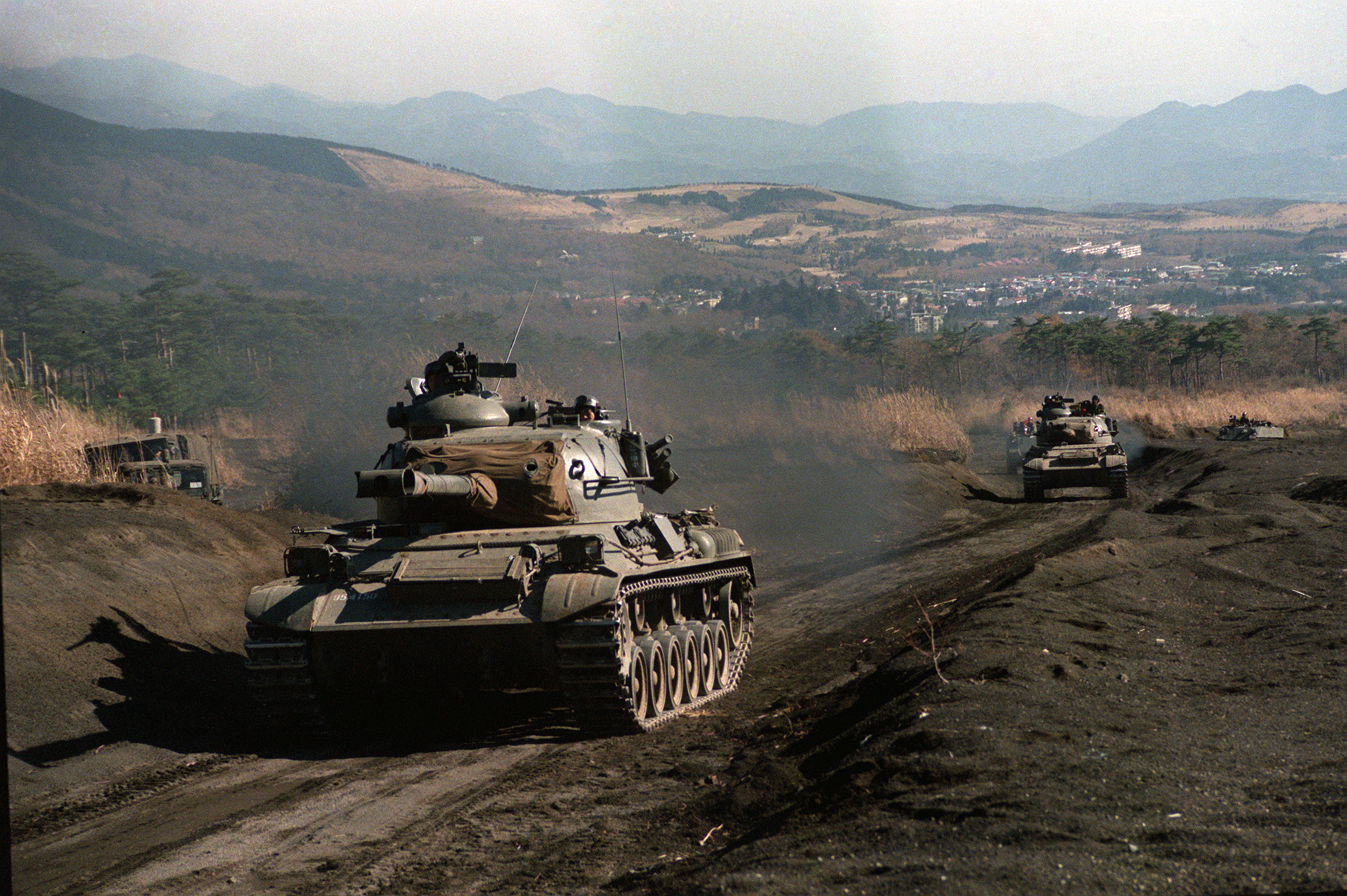
1985年參與美日沖繩聯合軍演的61式戰車

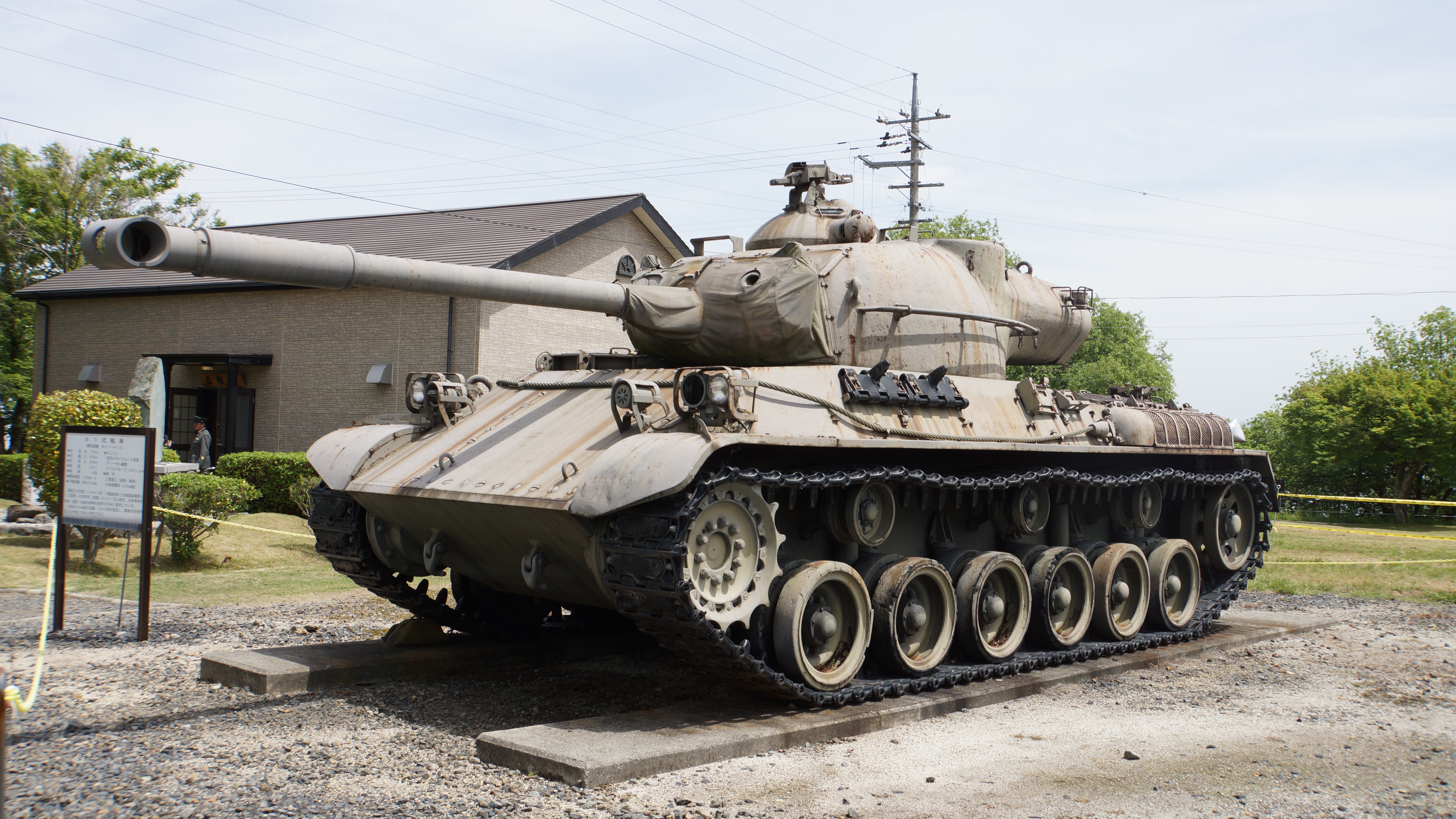
在大津駐屯地展示的61式戰車

第二次世界大戰後，日本首次開發的國產戰車，取代美國在戰後提供的M4A3E8中型坦克及M24輕型坦克。三菱日本重工業（1964年後改稱三菱重工業）獲得日本防衛廳授權負責開發與生產。
1955年（昭和30年）開始開發，正式服役為1961年（昭和36年）故命名為61式戰車（採西元紀元後2碼）。
配備61式90mm戰車砲，因為設計時考慮當時日本全國的交通設施情況，包括當時日本國鐵在來線的鐵路運輸限制，以便在戰時可運用鐵路運輸，所以車寬被限制在3米以下，寬度為2.95米，車體長6.3米，重35噸，比同期歐美的主力坦克細小。
61式其中一個特色是引擎雖然位於車尾，但驅動輪設於車體的前方，這種設計在二戰時期十分常見，二戰後卻極少採用此佈局，原因是必須在車體內需要裝設傳動軸，把引擎的動力從車尾傳遞到車頭，這樣難以避免提高車體的高度來容納在戰鬥室底部通過的傳動軸，不利於降低整車高度，但61式因為車寬須要不多於3米，而當時日本的坦克動力系統技術，未能在維持性能的情況下縮小引擎或變速箱的體積，難以將引擎及變速箱同時收納在窄小的車尾空間，唯有將變速箱移至車頭，並驅動在車頭兩側的驅動輪。
61式的生產數量為560輛，於1970年代中期被74式戰車取代其主力地位，至2000年（平成12年）才全數除役。

## 使用國
- 日本 - 560輛（1961年~2000年）

## 衍生型
- 67式裝甲架橋車
- 70式戰車回收車

## 流行文化

### 影劇
61式戰車經常在昭和年代的特攝作品中登場
- 『戰國自衛隊(1979年作品)』
- 『哥吉拉』（昭和系列）
- 『卡美拉』（昭和系列）
- 『[[超人力霸王|-{zh-cn:奥特曼; zh-tw:超人力霸王; zh-hk:超人吉田

}-]]』
- 『科學怪人的怪獸 山達對蓋拉』

### 遊戲
- 《戰爭雷霆》於日本陸戰科技樹作為IV階載具登場，原型車ST-A亦有出現
- 《戰車世界》中為日本IX階中型坦克，其原型車STA-1為日本VIII階級中型坦克，第二輛原型車STA-2則為日本VIII階加值中型坦克

## 日本歷代主力戰車比較
|          | 10式戰車                                         | 90式戰車                                     | 74式戰車                      | 61式戰車                      |
| -------- | ------------------------------------------------ | -------------------------------------------- | ----------------------------- | ----------------------------- |
| 重量     | 約48噸                                           | 約50噸                                       | 約38噸                        | 約35噸                        |
| 主砲     | 日本製鋼所44倍徑120mm滑膛砲 (優於90式戰車)       | 莱茵金属44倍徑120mm滑膛砲                    | 51倍徑105mm線膛砲             | 52倍徑90mm線膛炮              |
| 裝甲     | 複合裝甲 （優於90式戰車）                        | 複合裝甲                                     | 砲塔：鑄造鋼 車身：壓延防彈鋼 | 砲塔：鑄造鋼 車身：壓延防彈鋼 |
| 發動機   | 水冷式4行程V型8汽缸柴油引擎                      | 水冷式2行程V型10汽缸柴油引擎                 | 空冷式2行程V型10汽缸柴油引擎  | 空冷式4行程V型12汽缸柴油引擎  |
| 最高速度 | 70 km/h                                          | 70 km/h                                      | 53 km/h                       | 45 km/h                       |
| 馬力     | 1200 ps / 2300 rpm                               | 1500 ps / 2400 rpm                           | 720 ps / 2200 rpm             | 570 ps / 2100 rpm             |
| 懸吊系統 | 油氣壓式                                         | 油氣壓扭力桿混合式                           | 油氣壓式                      | 扭力桿                        |
| 乘坐人數 | 3名                                              | 3名                                          | 4名                           | 4名                           |
| C4I      | ○                                                | ×                                            | ×                             | ×                             |
| 售價     | 約9.5億日幣（2010年度） 約16.8億日幣（2024年度） | 約8億日幣（2009年度） 約11億日幣（1990年度） | 3.5～4億日幣                  | 約1億日幣                     |

## 相關連結
- 61式戦車
- 61式戦車